# Tipula (Eumicrotipula) estella
Tipula (Eumicrotipula) estella is een tweevleugelige uit de familie langpootmuggen (Tipulidae). De soort komt voor in het Neotropisch gebied.